# Inge Borkh
Inge Borkh, née Ingeborg Simon le 26 mai 1921 à Mannheim et morte le 26 août 2018 à Stuttgart, est une soprano allemande vivant en Suisse. Elle est célèbre à la fois pour sa voix et pour l'intensité dramatique de son jeu, en particulier dans ses interprétations des héroïnes d'Elektra et de Salomé de Richard Strauss.

## Biographie
Inge Borkh commence sa carrière comme actrice tout en s'entraînant à la danse.
Elle étudie le chant à Milan et fait ses débuts en 1940 à l'opéra de Lucerne comme Czipra dans l'opérette Le Baron Tzigane de Johann Strauss fils.
Elle continue de chanter en Suisse jusqu'en 1951, jouant entre autres, Magda à Bâle dans la première représentation en allemand de l'opéra The Consul de Gian Carlo Menotti. Ce rôle lui apporte la reconnaissance internationale et est suivi d'engagements à Vienne, Munich, Berlin, Francfort, Londres, New york, Chicago et San Francisco.
En 1952, elle interprète au Palais des festivals de Bayreuth Freia et Sieglinde dans L'Anneau du Nibelung de Richard Wagner, puis en 1957 Elektra de Richard Strauss au Festival de Salzbourg.
Inge Borkh quitte la scène de l'opéra relativement tôt, en 1973, après sept représentations d'Elektra en Italie. Elle revient toutefois quelque temps sur scène en tant qu'actrice pour des rôles parlés. Ainsi, elle donne la réplique à Boy Gobert, en 1977 à Hambourg, en jouant Volumnia dans le Coriolan de William Shakespeare. Après ses adieux à la scène de l'opéra, elle se produit encore comme artiste lyrique dans un spectacle solo dont un enregistrement sonore a été publié sous le titre Inge Borkh singt ihre Memoiren (Inge Borkh chante ses mémoires).

## Répertoire
Inge Borkh a interprété les plus grands rôles dramatiques : Aida et Lady Macbeth de Verdi, Tosca et Turandot de Puccini, Léonore du Fidelio de Beethoven, Médée de Cherubini, Clytemnestre dans Iphigénie en Aulide de Gluck, Sieglinde de L'Anneau du Nibelung de Wagner, Antigone de Carl Orff, Elektra, Hélène d'Égypte, Salomé ainsi que l'impératrice et la teinturière de La Femme sans ombre de Richard Strauss.
Des enregistrements légendaires de Salome, sous la direction de Joseph Keilberth (Munich, 1951) et d'Elektra, sous la direction de Dimitri Mitropoulos (Salzbourg, 1957) ont été réédités sur CD respectivement en 2002 et 2008, de même que des extraits de ces deux opéras (dont les scènes finales), avec l'Orchestre symphonique de Chicago dirigé par Fritz Reiner (1954-1956).

## Vie privée
Elle fut mariée au baryton-basse yougoslave Alexandre Welitsch (1906 - 1991).

## Publications
- (de) Nicht nur Salome und Elektra : Inge Borkh im Gespräch mit Thomas Voigt  (ISBN 3865201989)
- (de) Ich komm vom Theater nicht los...: Errinerungen und Einsichten  (ISBN 3831136602)

## Source
- (de) Cet article est partiellement ou en totalité issu de l’article de Wikipédia en allemand intitulé « Inge Borkh » (voir la liste des auteurs).